# Xian (Mythologie)
Xian (chinesisch 仙, Pinyin Xiān, W.-G. Hsien, Jyutping Sin1, veraltete grafische Variante 仚 bzw. 僊) bezeichnet in der chinesischen Mythologie und dem Daoismus die Unsterblichen. Für diese Vergöttlichten wird manchmal auch die Bezeichnung „Heilige“ verwendet. Sie sind ein sehr häufiges Motiv in chinesischen Legenden und der chinesischen Mythologie.
Xian waren vorwiegend Männer, jedoch zählten auch hin und wieder Frauen wie beispielsweise Magu, He Xiangu dazu. Die Unsterblichen zeichneten sich zu Lebzeiten durch übernatürliche Kräfte sowie magische Fähigkeiten aus und wurden nach ihrem Tode vergöttlicht. Es heißt, dass sie durch die Lande wanderten und im westlichen Kunlun-Gebirge, dem Aufenthaltsort der „Königinmutter des Westens“, Xiwangmu, oder auf Inseln im östlichen Meer lebten. Den Xian werden zudem verschiedene Formen zugeschrieben, wonach es himmlische, irdische und vom Leichnam gelöste Xian gibt.
Xian gilt im Daoismus als das Ideal der religiösen Richtung. In einigen Schulen des Daoismus bedeutet die Verschmelzung des Qi im Dantian (energetisches Zentrum des Menschen) die Herstellung eines „heiligen Embryos“ (Shengtai), dem ewiges Leben gegeben ist.
Die bekanntesten Unsterblichen sind die sogenannten Acht Unsterblichen (Bāxiān, 八仙): Lü Dongbin, Li Tieguai, Zhongli Quan, Han Xiangzi, Cao Guojiu, Zhang Guolao, Lan Caihe, He Xiangu. Von ihnen finden sich in der chinesischen Kunst zahlreiche Darstellungen. Obwohl Lan Caihe zeitweilig als Frau dargestellt wurde, war He Xiangu die einzige Frau unter den Acht Unsterblichen.